# فرانتس جان

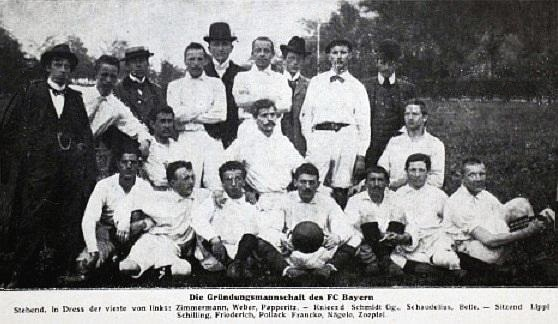

فرانتس آدولف لوئیس جان متولد ۲۸ سپتامبر ۱۸۷۲ در پریتزواک و در گذشته ۱۷ نوامبر ۱۹۵۲ در برلین مؤسس و اولین رئیس باشگاه فوتبال بایرن مونیخ بوده‌است.
فرانتس جان در ۲۸ سپتامبر ۱۸۷۲ در پریتزواک متولد شد؛ ولی خانواده وی بعد از مدتی به برلین نقل مکان کردند سپس فرانتس جان که عکاس بود به مونیخ رفت و به باشگاه MTV 1879 Munich پیوست. بدنبال اینکه ریاست باشگاه با پیوستن فوتبالیست‌های باشگاه به انجمن باشگاه‌های جنوب آلمان مخالفت کرد در ۲۷ فوریه سال ۱۹۰۰ یازده بازیکن فوتبال به رهبری فرانتس جان باشگاه را ترک کردند و باشگاه فوتبال بایرن مونیخ را تأسیس کردند و جان هم به عنوان اولین رئیس باشگاه انتخاب شد.
تحت رهبری جان باشگاه به انجمن باشگاه‌های جنوب آلمان پیوست و بایرن سریع به یکی از بهترین و قوی‌ترین تیم‌های مونیخ تبدیل شد. در سال ۱۹۰۳ وی باشگاه را ترک کرد تا هسلینک هلندی جای وی را پر کند و در برلین لابراتوار عکس خود را تأسیس کرد. در دهه ۱۹۲۰ جان به عنوان رئیس افتخاری باشگاه بایرن مونیخ انتخاب شد.
باشگاه بایرن مونیخ تحت ریاست وی در سال‌های ۱۹۰۲ و ۱۹۰۳ قهرمان لیگ محلی باواریا شد. وی در ۱۷ نوامبر ۱۹۵۲ در برلین در گذشت.